# Gustaf David Hamilton

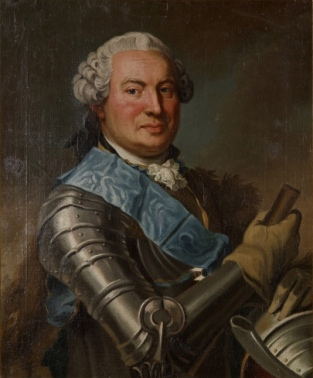
Gustaf David Hamilton, Porträt von Carl Fredrich Brander (1760)

Graf Gustaf David Hamilton schwedisch Gustaf David friherre Hamilton af Hageby, greve Hamilton (* 29. Januar 1699 in Västra Tunhem; † 29. Dezember 1788 in Barsebäck) war ein schwedischer Feldmarschall.

## Leben

### Herkunft und Familie
Gustaf David war Angehöriger einer schwedischen Stammlinie des ursprünglich schottischen Hauses Hamilton. Seine Eltern waren der schwedische Generalmajor Hugo Hamilton (1655–1724) und Anna Margareta Henriksdotter (1668–1722). Der schwedische Feldmarschall Hugo Johan Hamilton (1668–1748) war sein Vetter.
Hamilton, bis dahin Freiherr Hamilton af Hageby, wurde 1751 in den schwedischen Grafenstand erhoben und 1752 bei der Grafenklasse der Ritterschaft (Nr. 86) introduziert. Er vermählte sich 1740 mit Jakobina Henrietta Hildebrand (1717–1769). Aus der Ehe gingen 11 Kinder hervor, darunter der schwedische Generalleutnant Hugo Vilhelm Hamilton (1741–1800).

### Werdegang

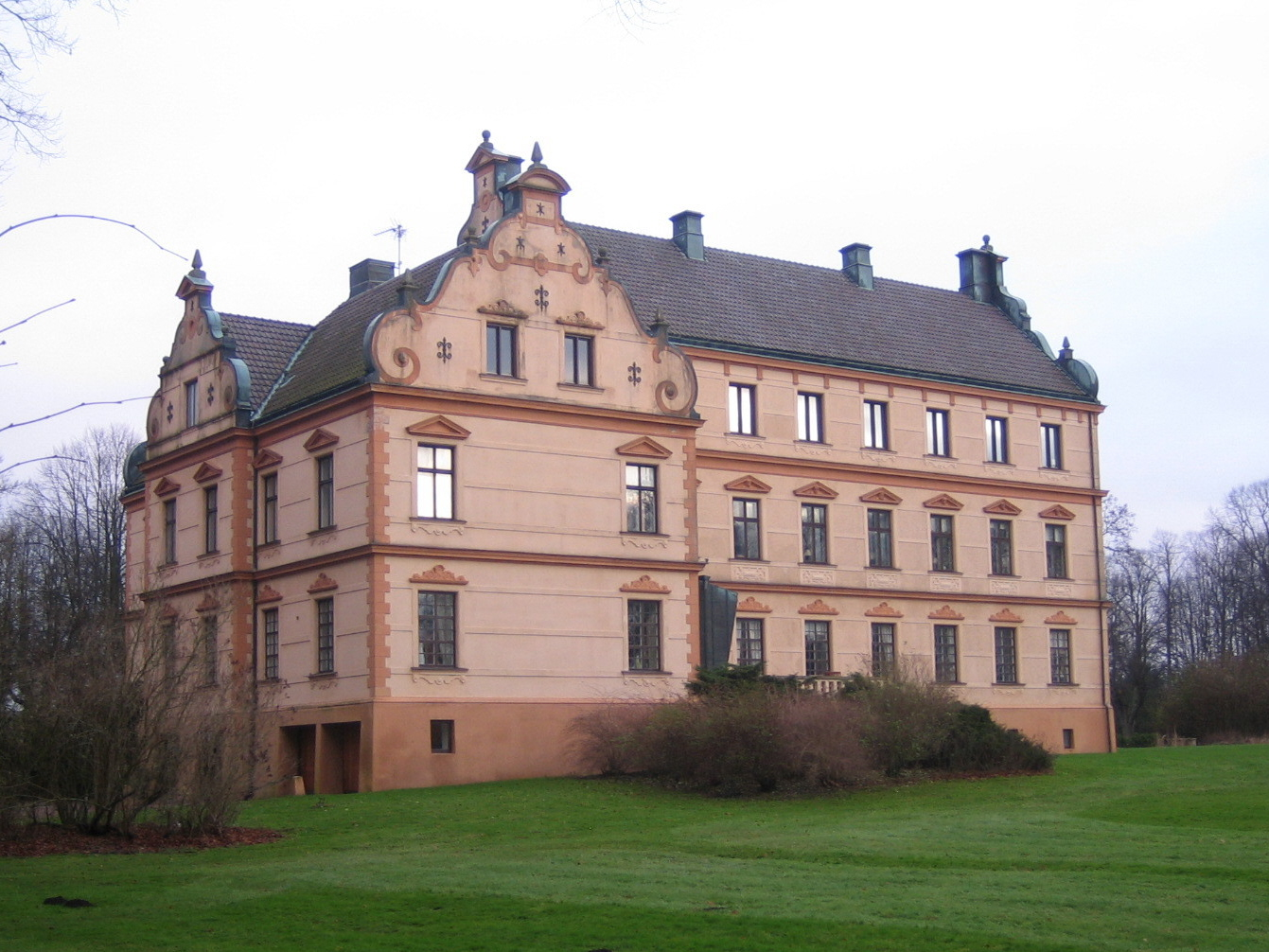
Schloss Barsebäck (2005)

Hamilton begann seine Laufbahn 1717 als Sergeant bzw. 1718 als Kornett. Er stand 1720 als Kapitän mit dem Regiment „Royal Suédois“ in französischen Diensten. Er wechselte 1727 als Rittmeister zum Kavallerieregiment Östgöta, wurde 1735 Kommandeur im Regiment „Royal Suédois“, nahm am Polnischen Thronfolgekrieg teil und wechselte 1737 noch immer als Hauptmann zum Garnisonsregiments in Göteborg. Er avancierte in französischen Diensten 1741 noch zum Oberstleutnant und agierte 1745 im Zweiten Schlesischen Krieg in Böhmen, bevor er im selben Jahr als Oberst in Schweden sein eigenes Regiment erhielt. Er stieg 1747 zum Generalmajor der Infanterie und 1755 zum Generalleutnant auf. Bereits 1748 wurde er Ritter des Schwertordens. 1758 stand er im Siebenjährigen Krieg als General en chef in Pommern, hat aber im selben Jahr seinen Abschied erhalten. Hamilton hat 1765 den Ehrentitel als Feldmarschall und 1769 den Seraphinenorden, 1778 zudem den Ehrentitel als Reichsherr (En av rikets herrar) erhalten.
Hamilton war Graf zu Barsebäck mit Hofterup und Lundåkra, sowie Erbherr auf Henkeltorp und Habo. Schloss Barsebäck ließ er 1743 restaurieren und stiftete 1767 den zusammenhängenden Besitz zu einem Fideikommiss. Er wurde am 31. März 1789 in der Kirche in Barsebäck begraben.